# Gerhard Feyerabend
Gerhard Fritz Franz Feyerabend (* 29. April 1898 auf Gut Dopsattel, Landkreis Königsberg; † 6. November 1965 in Rottach-Egern) war ein deutscher Generalleutnant und Kommandeur der 11. Infanterie-Division im Zweiten Weltkrieg.

## Leben

### Herkunft
Feyerabends Vater war der Rittergutsbesitzer Eugen Feyerabend (1860–1901), seine Mutter Anna, geborene Claassen (1870–1943). Sein älterer Bruder Alfred (1896–1971) war in der Nachkriegszeit als Ministerialdirektor Leiter der Abteilung Wasserstraßen des Bundesministeriums für Verkehr.

### Militärkarriere
Nach der Erziehung im elterlichen Hause besuchte Feyerabend von 1906 bis 1911 das Gymnasium in Königsberg, anschließend das Kadettenhaus in Köslin sowie von 1914 bis 1916 die Hauptkadettenanstalt Berlin-Lichterfelde. Während des Ersten Weltkriegs wurde er am 29. März 1916 als Fähnrich dem 2. Masurischen Feldartillerie-Regiment Nr. 82 der Preußischen Armee überwiesen und drei Monate zum Regiment an die Ostfront versetzt. Er nahm an der Schlacht bei Kowel teil und avancierte Anfang Dezember 1916 zum Leutnant befördert wurde. Im Jahre 1917 nahm er im Westen unter anderem an der Schlacht vor Verdun teil. Für sein Wirken hatte er neben beiden Klassen des Eisernen Kreuzes den Bayerischen Militärverdienstorden IV. Klasse mit Schwertern und das Verwundetenabzeichen in Schwarz sowie von den Verbündeten das Österreichische Militärverdienstkreuz III. Klasse mit der Kriegsdekoration erhalten.
Nach Kriegsende wurde Feyerabend in die Reichswehr übernommen, zunächst im Reichswehr-Artillerie-Regiment 20 verwendet und Mitte November 1920 in das Artillerie-Regiment 1 versetzt. Dort stieg er Ende Juli 1925 zum Oberleutnant auf. Ab Oktober 1929 absolvierte er die Führergehilfenausbildung beim Stab der 1. Division (Reichswehr). Zwei Jahre später erfolgte unter Versetzung in das 2. (Preußisches) Artillerie-Regiment seine Kommandierung zur Kommandantur Berlin. Daran schloss sich ein Jahr später die Versetzung zum Stab der 7. Division an. Nach der Beförderung zum Hauptmann am 1. April 1933 kam Feyerabend sieben Monate später in den Stab des Artillerie-Führers I. Daran schloss sich Generalstabsverwendung bei der 1. Division, beim Wehrkreiskommando I sowie beim I. Armeekorps an. Er rückte am 2. August 1936 zum Major auf und trat mit der Ernennung zum Chef der 4. Batterie im Artillerie-Regiment 1 am 6. Oktober 1936 in den Truppendienst zurück.
Seit Mitte Oktober 1937 als Erster Generalstabsoffizier (Ia) im Generalstab der 24. Division tätig, wurde Feyerabend am 20. März 1939 zum Oberstleutnant befördert und nahm im September 1939 mit dem Beginn des Zweiten Weltkriegs am Überfall auf Polen teil.
Am Westfeldzug 1940 war er als Erster Generalstabsoffizier des XXXX. Armeekorps beteiligt, am Jugoslawienfeldzug 1941 als Erster Generalstabsoffizier der 2. Armee. Nachdem er diese Funktion auch beim Überfall auf die Sowjetunion eingenommen hatte, war Feyerabend nach seiner Ernennung zum Oberst am 9. November 1941 seit dem 15. Dezember 1941 Generalstabschef des XXVII. Armee-Korps an der Ostfront und wurde am 30. Januar 1943 mit dem Deutschen Kreuz in Gold ausgezeichnet. Seit dem 2. August 1943 war Feyerabend Chef des Generalstabes der 1. Armee. Als solcher wurde er am 20. Februar 1944 zum Generalmajor befördert und war anschließend an der Westfront im Einsatz. Am 9. November 1944 wurde Feyerabend als Kommandeur der als Teil der 18. Armee den Kurlandkessel verteidigenden 11. Infanterie-Division bestellt. Nach der 4. Kurlandschlacht wurde er am 23. Februar 1945 zum Generalleutnant befördert. Am 5. April 1945 wurde Gerhard Feyerabend für das Halten der Front seiner bereits beiderseitig eingekreisten Division gegen acht bis zehn sowjetische Divisionen in der 6. Kurlandschlacht und damit für die Verhinderung des Zusammenbruchs der gesamten Kurlandfront das Ritterkreuz des Eisernen Kreuzes verliehen.
Feyerabend begab sich nach der in den letzten Kriegstagen erfolgten Rettung zahlreicher Truppenteile über die Ostsee nach der Kapitulation der Heeresgruppe Kurland am 10. Mai 1945 mit den Resten seiner Division in sowjetische Kriegsgefangenschaft. Nach der Rückkehr aus der Kriegsgefangenschaft im Juli 1947 lebte Feyerabend bis zu seinem Lebensende in Rottach-Egern.

### Familie
Gerhard Feyerabend heiratete am 18. Juli 1924 in Bratricken Erna Reschke (* 16. Juni 1901). Die gemeinsame Tochter Marie-Louise wurde am 9. Mai 1935 geboren. Seine Frau und die zehnjährige Tochter wurden am 30. Januar 1945 bei der Besetzung Ostpreußens durch sowjetische Soldaten getötet. Er heiratete daraufhin die Witwe des 1944 verstorbenen Generalmajors Hans Georg Schmidt von Altenstadt.